# Nathalie Quezada
Nathalie Alejandra Quezada Altamirano (Santiago, 21 de junio de 1989) es una futbolista chilena que juega como delantera en Cobresal de la Primera División de Chile.

## Selección nacional
Nathalie Quezada ha jugado por la Selección de fútbol femenino de Chile y la Selección de fútbol femenino sub 20 de Chile, totalizando cuatro campeonatos sudamericanos en los que ha participado: Sudamericano Femenino Sub-20 y Campeonato Sudamericano Adulto, ambos en 2006, y el Campeonato Sudamericano Femenino Sub-20 de 2008 y la Copa Mundial Femenina de Fútbol Sub-20 de 2008.

## Clubes
| Club                  | País  | Año       |
| --------------------- | ----- | --------- |
| Unión La Calera       | Chile | 2008      |
| Colo-Colo             | Chile | 2009-2012 |
| Everton               | Chile | 2013      |
| Colo-Colo             | Chile | 2014-2020 |
| Deportes Puerto Montt | Chile | 2021      |
| Palestino             | Chile | 2022-2023 |
| Cobresal              | Chile | 2024-     |

## Palmarés

### Campeonatos nacionales
| Título              | Club      | País  | Año    |
| ------------------- | --------- | ----- | ------ |
| Campeonato Nacional | Colo-Colo | Chile | 2010   |
| Campeonato Nacional | Colo-Colo | Chile | 2011-A |
| Campeonato Nacional | Colo-Colo | Chile | 2011-C |
| Campeonato Nacional | Colo-Colo | Chile | 2012-A |
| Campeonato Nacional | Colo-Colo | Chile | 2012-C |
| Campeonato Nacional | Colo-Colo | Chile | 2013-A |
| Campeonato Nacional | Colo-Colo | Chile | 2013-C |
| Copa de Campeonas   | Colo-Colo | Chile | 2013   |
| Campeonato Nacional | Colo-Colo | Chile | 2014-A |
| Campeonato Nacional | Colo-Colo | Chile | 2014-C |
| Campeonato Nacional | Colo-Colo | Chile | 2015-A |
| Copa de Campeonas   | Colo-Colo | Chile | 2015   |
| Copa de Campeonas   | Colo-Colo | Chile | 2016   |
| Campeonato Nacional | Colo-Colo | Chile | 2016-C |
| Campeonato Nacional | Colo-Colo | Chile | 2017-A |
| Campeonato Nacional | Colo-Colo | Chile | 2017-C |

### Copas internacionales
| Título                     | Equipo    | Sede   | Año  |
| -------------------------- | --------- | ------ | ---- |
| Copa Libertadores Femenina | Colo Colo | Brasil | 2012 |